# Seznam slovenskih umetnikov
Seznam slovenskih umetnikov je krovni seznam glede na področje delovanja, (nekateri umetniki se lahko nahajajo v več seznamih). V obsegu posameznih seznamov so vključeni predvsem slovenski umetniki. Za umetnike, ki so rojeni in delujejo predvsem v tujini, glej seznam umetnikov.

## A
- seznam slovenskih animatorjev
- seznam slovenskih aranžerjev
- seznam slovenskih arhitektov (posebej: seznam slovenskih krajinskih arhitektov, seznam slovenskih urbanistov)

## D
- seznam slovenskih dirigentov
- seznam slovenskih dramatikov
- seznam slovenskih dramaturgov
- seznam slovenskih džez-glasbenikov

## E
- seznam slovenskih esejistov

## F
- seznam slovenskih filmskih animatorjev
- seznam slovenskih filmskih režiserjev
- seznam slovenskih fotografov

## G
- seznam slovenskih glasbenikov
  - seznam slovenskih cerkvenih glasbenikov
- seznam slovenskih grafikov
- seznam slovenskih grafičnih oblikovalcev

## I
- seznam slovenskih igralcev
- seznam slovenskih ilustratorjev
  - seznam slovenskih mladinskih ilustratorjev
- seznam slovenskih industrijskih oblikovalcev
- seznam slovenskih instrumentalistov (številne podkategorije)

## K
- seznam slovenskih kantavtorjev
- seznam slovenskih karikaturistov
- seznam slovenskih kiparjev
- seznam slovenskih klovnov in klovnes
- seznam slovenskih književnikov
  - seznam slovenskih esejistov
  - seznam slovenskih dramatikov
  - seznam slovenskih pesnikov
  - seznam slovenskih mladinskih pisateljev
  - seznam slovenskih pisateljev in pesnikov na Madžarskem
  - seznam slovenskih književnikov v Italiji
  - seznam slovenskih književnikov v Avstriji
  - seznam slovenskih izseljenskih književnikov
  - seznam slovenskih prevajalcev
- seznam slovenskih konceptualnih, video in instalacijskih umetnikov ter umetnikov performancea
- seznam slovenskih koreografov
- seznam slovenskih kostumografov

## L
- seznam slovenskih likovnih umetnikov
  - seznam slovenskih slikarjev
  - seznam slovenskih grafikov
  - seznam slovenskih kiparjev
  - seznam slovenskih risarjev in karikaturistov
  - seznam slovenskih oblikovalcev
  - seznam slovenskih scenografov
  - seznam slovenskih kostumografov
- seznam slovenskih literatov
- seznam slovenskih literarnih kritikov
- seznam slovenskih lutkarjev

## M
- seznam slovenskih mladinskih avtorjev
- seznam slovenskih mladinskih pisateljev
- seznam slovenskih modnih oblikovalcev (seznam slovenskih oblikovalcev tekstilij)

## O
- seznam slovenskih oblikovalcev
  - seznam slovenskih grafičnih oblikovalcev
  - seznam slovenskih industrijskiih oblikovalcev
  - seznam slovenskih unikatnih oblikovalcev

## P
- seznam slovenskih pesnikov
- seznam slovenskih pevcev
  - seznam slovenskih pevcev resne glasbe
  - seznam slovenskih pevcev zabavne glasbe
  - seznam slovenskih kantavtorjev
  - seznam slovenskih raperjev
  - seznam slovenskih šansonjerjev
- seznam slovenskih pisateljev
  - seznam slovenskih mladinskih pisateljev
  - seznam slovenskih pisateljev in pesnikov na Madžarskem
  - seznam slovenskih književnikov v Italiji
  - seznam slovenskih književnikov v Avstriji
  - seznam slovenskih izseljenskih književnikov
- seznam slovenskih plesalcev
  - seznam slovenskih koreografov
  - seznam slovenskih baletnih plesalcev
  - seznam slovenskih plesalcev in koreografov sodobnega plesa
- seznam slovenskih prevajalcev

## R
- seznam slovenskih restavratorjev
- seznam slovenskih režiserjev (seznam slovenskih filmskih režiserjev; seznam slovenskih gledaliških in radijskih režiserjev)
- seznam slovenskih risarjev (glej tudi: seznam slovenskih karikaturistov)

## S
- seznam slovenskih satirikov
- seznam slovenskih filmskih scenaristov
- seznam slovenskih scenografov
- seznam slovenskih skladateljev
  - seznam slovenskih opernih skladateljev
  - seznam slovenskih cerkvenih skladateljev
  - seznam slovenskih jazzovskih skladateljev
  - seznam slovenskih simfoničnih skladateljev
  - seznam slovenskih skladateljev zabavne glasbe
  - seznam slovenskih sodobnih skladateljev
  - seznam slovenskih zborovskih skladateljev
- seznam slovenskih slikarjev
  - seznam slovenskih slikarjev, ki slikajo z usti ali nogami
  - seznam slovenskih ljubiteljskih slikarjev
  - seznam slovenskih slikarjev-naivcev
- seznam slovenskih striparjev

## V
- seznam slovenskih videastk